# 小行星4160
小行星4160（英語：4160 Sabrina-John）是一颗围绕太阳公转的小行星。1989年6月3日，埃莉諾·赫琳在帕洛马山发现了此天体。
这颗小行星的绝对星等为25.10424242784004等。